# Förtjänstorden (Ukraina)

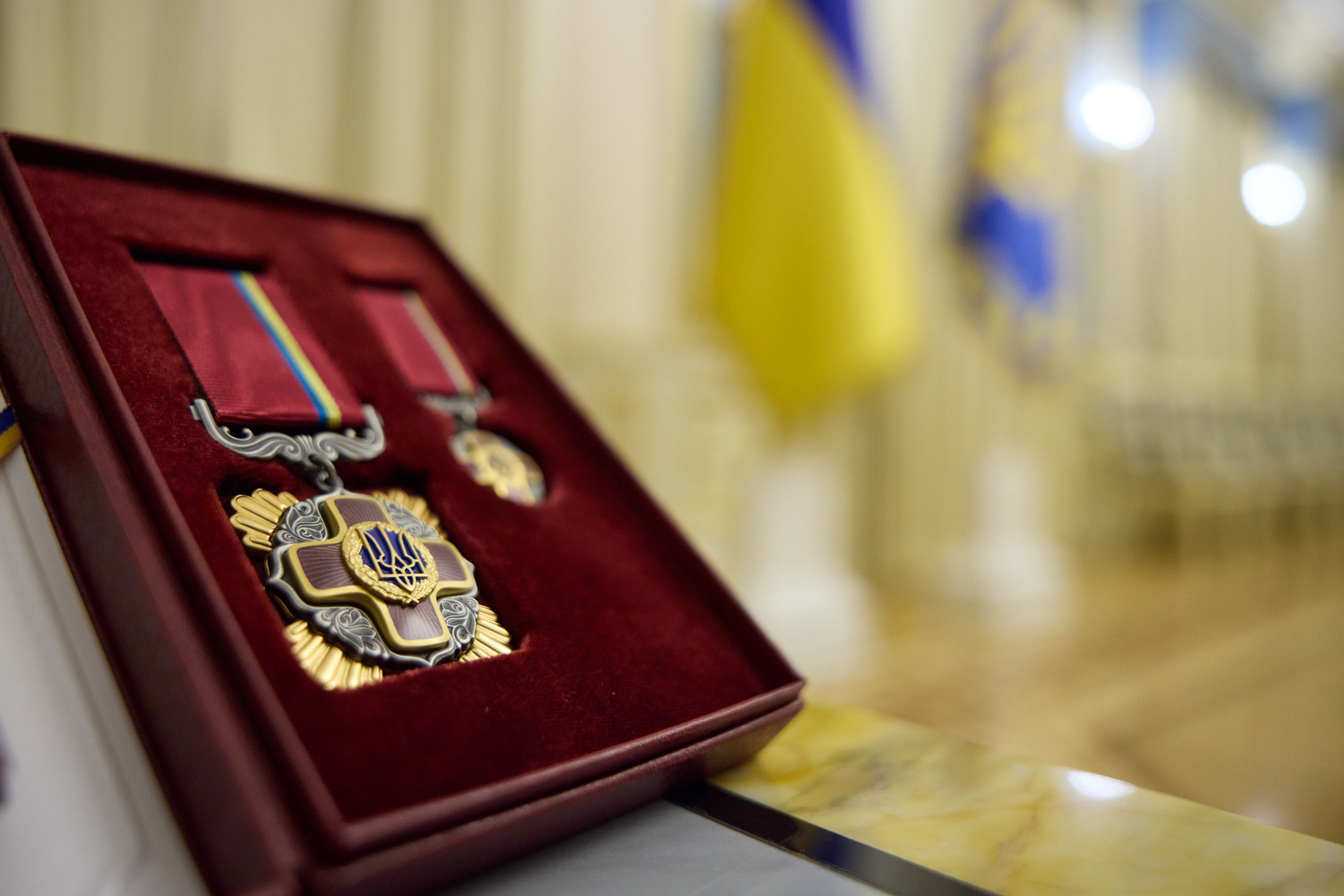
Ordenstecknet.

Förtjänstorden (ukrainska: Орден «За заслуги», Orden ”Za zasluhy”) är en ukrainsk orden som grundades den 22 september 1996 för att ersätta Ukrainas presidents hedersmedalj. Utmärkelsen tilldelas för exceptionella utföranden inom vetenskap, ekonomi, kultur och politik.
Utmärkelsen kan tilldelas också postumt. Den är indelad i tre klasser:
- I klass
- II klass
- III klass